# Афар (регіон)
Афар (амх. አፋር) — один з дев'яти регіонів Ефіопії, основним населенням якого є народ афар. Адміністративний центр — місто Семера. Знаходиться на кордоні з Еритреєю та Джибуті.

## Географія
Долина Афар — тектонічна западина, розташована на північний схід від Ефіопського нагір'я. Долина Афар є одним з найспекотніших місць на Землі. Середня мінімальна температура долини Афар +25 ° C, середня максимальна +35 ° C. Кам'янисті базальтові пустелі западини Афар лише кілька тижнів на рік пожвавлюються зеленню тамариксів та інших сукулентів. Опадів випадає близько 200 мм на рік.
Утворилася западина Афар 1,5-2 млн років тому (початок четвертинного періоду), коли підняття Ефіопського нагір'я майже припинилося. На півночі западина опущена нижче рівня моря на 116 м (озеро Ассаль) і на 153 м — на сході. По краях западини підносяться вулкани, деякі з них діючі — такі, як Аялу, Габулов, Аммуна, Даббаху та Адва.
Вчені прогнозують у найближчі 10 млн років збільшення тектонічної активності в цьому регіоні, яка надалі може призвести до затоплення долини водами світового океану.
Магма продовжує виходити на поверхню, це свідчить про те, що підземні процеси продовжуються і в підсумку призведуть до того, що через 10 млн років шматок Африки відколеться і почне дрейфувати— Тім Райт з Університету Лідса

## Населення
За даними на 2007 рік населення регіону становить 1 411 092 осіб. Міське населення становить 13,4 % (188 723 особи). Середня густота населення — 19,58 осіб/Км². Етнічні групи включають: афар (90,03 %); амхара (5,22 %); аргобба (1,55 %); тиграї (1,15 %); оромо (0,61 %). 95,3 % населення — мусульмани; 3,9 % — християни-монофізити; 0,7 % — протестанти; 0,1 % — католики. За даними минулого перепису 1997 року населення регіону складало 1 106 383 осіб, а міське населення всього 7,76 %.
Основні мови, що переважають у провінції, включають афарську (90,8 %), амхарську (6,68 %), тигринья (0,74 %) та оромо (0,68 %). Згідно з даними на 2004 рік, лише 48,57 % населення регіону мають доступ до чистої питної воді: 78,11 % з них міські мешканці; 26,89 % — сільські. Рівень грамотності становить 27 % для чоловіків і 15,6 % для жінок. Дитяча смертність становить 61 на 1000 народжених (що, втім, нижче середнього по країні показника 77 на 1000). Якість життя вкрай низька.

## Адміністративний поділ
- Авсі-Расу (Адміністративна зона 1)
- Кілбет-Расу (Адміністративна зона 2)
- Габі-Расу (Адміністративна зона 3)
- Фентена-Расу (Адміністративна зона 4)
- Гарі-Расу (Адміністративна зона 5)
- Аргобба (спеціальна вореда)